# Crassula peculiaris
Crassula peculiaris är en fetbladsväxtart som först beskrevs av Tölken och fick sitt nu gällande namn av Tölken och Gerald Ernest Wickens. Crassula peculiaris ingår i släktet krassulor, och familjen fetbladsväxter. Inga underarter finns listade i Catalogue of Life.